# Rasmussenova encefalitida
Rasmussenova encefalitida, známá jako chronická fokální encefalitida (CFE), je vzácná zánětlivá neurologická porucha, která se vyznačuje častými a těžkými záchvaty, ztrátou pohybových schopností a řeči, hemiparézou, encefalitidou i demencí. Porucha, která postihuje jednu z mozkových hemisfér, se objevuje obvykle u dětí mladších 15 let.

## Příčiny a patofyziologie
Rasmussenova encefalitida je chronický zánět mozku, kdy dochází k napadení mozkové tkáně T-lymfocyty. Zasažena je pouze jedna mozková polokoule (pravá nebo levá). Zánět způsobuje trvalé poškození mozkových buněk, což vede k trvalé atrofii jedné z hemisfér.

## Klinické projevy
Obvykle postihuje děti ve věku okolo 6 let. U jednoho z deseti lidí s předpokladem se vyvíjí v dospělosti.
Existují dvě hlavní fáze, někdy předcházené několikaměsíční 'prodromální fází'. V akutní fázi, trvající 4 až 8 měsíců, je zánět aktivní a symptomy se postupně horší. Mezi ně patří – slabost na jedné straně těla (hemiparéza), ztráta zraku na jedné straně zorného pole (hemianopsie), kognitivní problémy (obtíže při učení, s pamětí či jazykem). Epileptické záchvaty vytvářejí také velkou část onemocnění, avšak jen částečně. Fokální motorické záchvaty a Koževnikovova epilepsie (epilepsia partiali continua) jsou obzvláště časté a je obtížné je kontrolovat pomocí medikamentů.
V chronické či zbytkové fázi je zánět neaktivní, u postiženého se projevují některé či všechny příznaky. V dlouhodobém výhledu jsou pacienti nejvíce postiženi epilepsií, ochrnutím, kognitivními problémy. Postižení se liší podle závažnosti poškození mozku.

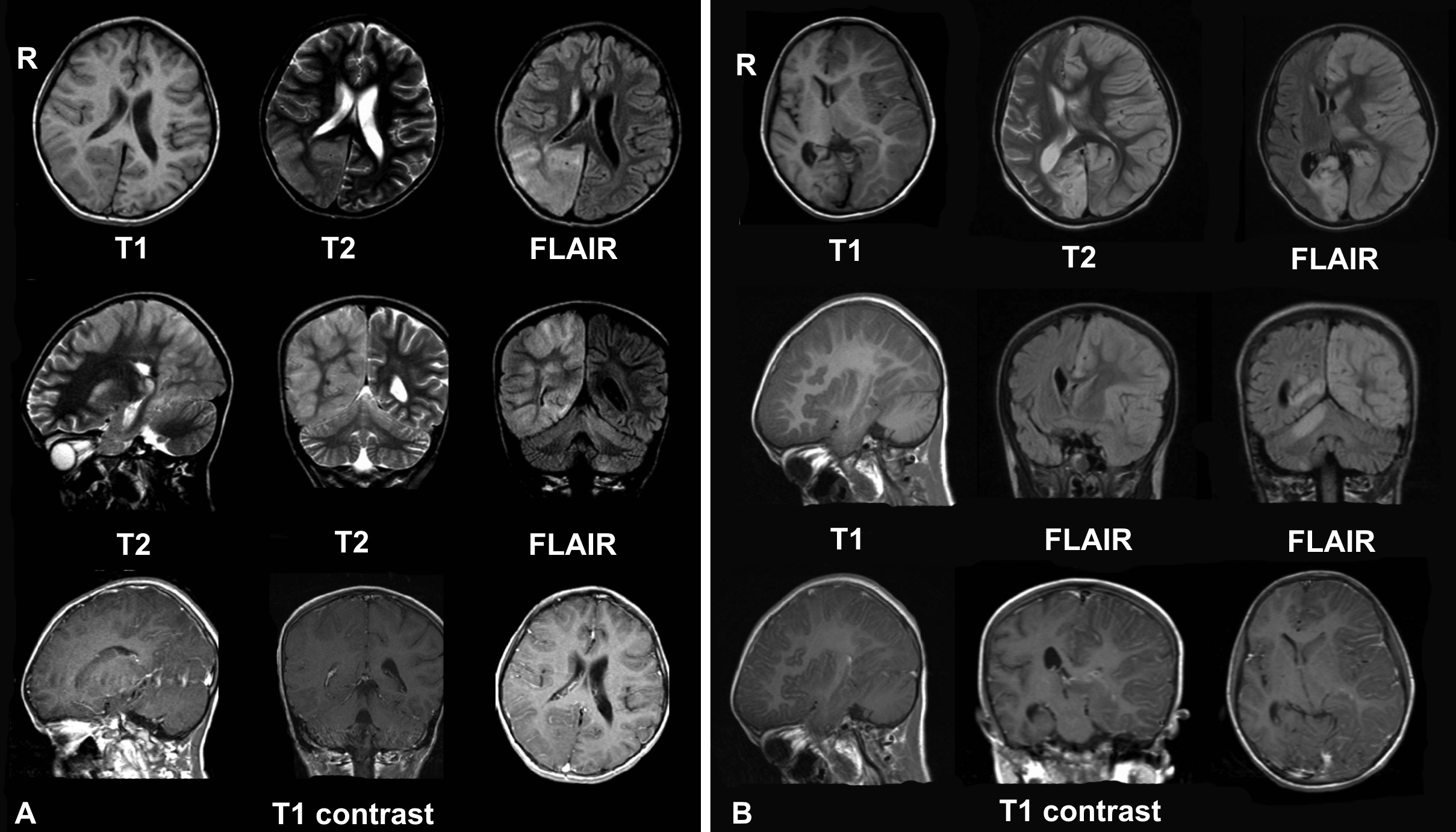
MRI mozku osmileté dívky s Rasmussenovou encefalitidou
A: prosinec 2008, pacientka přijata s bolestmi hlavy a epilepsia partiali continua. Léze s místními otoky mozku v pravém temenním a týlním laloku a pravé mozečkové hemisféře.
B: duben 2009, pacientka přijata v kómatu, průběh encefalitidy, levá mozkové hemisféra je poškozena silným otokem mozku.

## Vyšetření
Pro určení správné diagnózy se provádí nejčastěji EEG a MRI. Elektroencefalografie ukáže elektrické prvky epilepsie a zpomalení mozkové činnosti v dané hemisféře. Magnetická rezonance zobrazí postupné ubývání jedné z hemisfér se známkami zjizvení a zánětu. Díky biopsii mozku lze velmi přesně určit diagnózu, avšak není to vždy nutné.

## Léčba
V akutní fázi je léčba zaměřena na snížení zánětu. Stejně jako u jiných zánětlivých onemocnění mohou být použity steroidy, a to buď krátkodobě při vysokých dávkách, nebo dlouhodobě při nízkých dávkách. Účinný je také intravenózní imunoglobulin, ať při dlouhodobém, tak i krátkodobém podávání – zejména u dospělých, kde byla zahájena léčba. Dalšími léčebnými postupy je plazmaferéza a takrolimus. Žádný z těchto léčebných postupů nemůže zabránit trvalým následkům.
Během zbývající fázi nemoci je léčba soustředěna na zlepšení zbývajících symptomů. Standardní antiepileptické léky, určené ke kontrole záchvatů, jsou obvykle neúčinné. Postižená mozková polokoule může být chirurgicky odstraněna či odpojena od zdravé tkáně. Operace se nazývá hemisférektomie. Zpravidla to vede k dalšímu oslabení, hemianopsie a kognitivní problémy. Druhá strana mozku může být schopna převzít některé funkce, zejména u malých dětí, kdy mozek ještě není zdaleka vyvinut. Prázdná hemisféra se zaplní mozkomíšním mokem. Operace není příliš vhodná, když je zasažena levá hemisféra, jelikož obsahuje centra kontrolující řeč. Hemisférektomie je účinná při snižování četnosti záchvatů.

## Název onemocnění
Rasmussenova encefalitida je pojmenovaná podle neurochirurga Theodora Rasmussena (1910-2002).